# Çò des de Sant Pèr
Çò des de Sant Pèr és una casa de Casau al municipi de Vielha e Mijaran (Vall d'Aran) inclosa a l'Inventari del Patrimoni Arquitectònic de Catalunya. És tradició que el nucli de Sant Pèr és més antic que el de Casau. Anys enrere aquests edificis eren coneguts com a Es Bòrdes de Menjuc.

## Descripció
És un habitatge amb els edificis disposats entorn del "corrau". La casa de secció rectangular, aprofita el desnivell del terreny per integrar en un mateix edifici l'estable i la vivienda, amb entrades diferenciades i a peu pla. Això fa que l'espai habitable se situï en el primer pis, amb la porta d'accés en l'esglaó superior i sota un "tresaigües" amb la "humenèja", mentre que la resta d'obertures resoltes també amb fusta es concentren preferentment en la façana de llevant, que conté en la planta baixa la porta de la quadra.Aquesta façana paral·lela a la "capièra" esdevé per tant la principal;amb l'estructura d'un "horn de pan" sobresortint en l'angle sud. La coberta d'encavallades de fusta sosté una teulada de pissarra, amb les arestes reforçades a partir de les planxes de zinc.Sense solució de continuïtat s'hi adossa una "bòrda" per la banda nord que presenta un contrafort. A l'altre costat del pati un segona borda mostra dues portes en alçada.